# Неа Кавала
Неа Кавала (на гръцки: Νέα Καβάλα) е село в Република Гърция, дем Пеония в област Централна Македония. Селото има население от 137 души според преброяването от 2001 година.

## География
Селото се намира на около 4 километра източно от град Ругуновец (Поликастро) в Солунското поле.

## История
Селото е основано през 1930-те години от емигранти от Кавала на мястото, освободено при пресушаването на Аматовското езеро.